# Arne Michaël Tallgren
Aarne Michaёl (Mikko) Tallgren (født 8. februar 1885 i Ruovesi, død 13. april 1945 i Helsingfors) var en finsk arkæolog og broder til Oiva Johannes Tuulio.
Tallgren arbejdede ved arkæologisk kommission ved Finlands Nationalmuseum i 1906–1920, blev fil.dr. i 1914 og docent i ural-altaisk arkæologi ved Helsingfors universitet i 1919, professor i arkæologi ved Dorpats universitet 1920–1923 (hvor han blev afløst af den svenske arkæolog Birger Nerman, som var i stillingen i 1923–1925) og blev den første indehaver af professoratet i Finlands og de nordiske landes arkæologi ved Helsingfors universitet i 1923.
Tallgren var internationalt i begyndelsen af 1900-tallet en af Nordens mest kendte arkæologer, banebrydende i sin forskning af det østlige Rusland og det vestlige Sibirien. Allerede i årene 1908–1909 arbejdede han i Rusland, da han blandt andet i 1909 rejste langs floderne Kama og Volga, hvilket i 1911 resulterede i afhandlingen Die Kupfer- und Bronzezeit in Nord- und Ostrussland 1. I 1915 kom han tilbage til Rusland og denne gang til Enisejskis guvernement, hvor han rettede sin opmærksomhed mod kulturmiljøerne på begge sider af Uralbjergene. Endnu i dag anses disse studier og arkæologiske udgravninger som værende de bedste fra dette område. Den russiske revolution forhindrede videre muligheder for en fordybning i emnet, selv om han i 1930-erne besøgte landet igen (som da havde fået navnet Sovjetunionen) – en rejse, som han har beskrevet i en rejseskildring. A. M. Tallgren grundlagde i 1926 tidsskriftet Eurasia Septentionalis Antiqua, som udkom med 12 numre mellem 1926 og 1938). I sin ungdom gjorde han også forskningsrejser, men da til museer og biblioteker i blandt andet London og Paris.

## Kontinuitet, diffusion og immigration
I 1912 lancerede Tallgren hypotesen at mälarøkser i Centralrusland (Kama-Volga-området) kunne ses som et udtryk for en stærk svensk ekspansion med indflydelse på den centralrussiske bronzealderkultur. Nyere forskning påpeger, at de kan opfattes som den tekstilkeramiske kulturs øksetype. Kontakten kan være blevet etableret ved denne kulturs vestgrænse, i mellemsvensk og finsk miljø. I stedet for at indikere en svensk ekspansion skulle de derfor udgøre et eksempel på diffusion.
Spørgsmål om den vestfinske bronzealderskulturens karakter, kulturforhold og etniske grundlag har længe vært genstand for en diskussion, som overvejende har omhandlet den skandinaviske bronzealders andel i kulturudviklingen. Men Tallgren fremsatte hypotesen om, at kystzonens bronzealderkultur måtte ses som et resultat af en direkte skandinavisk kolonisation, har Aarne Äyräpää og Carl Fredrik Meinander hævdet, at bronzealderen i det sydvestlige Finland i alt væsentlighed afspejler en kulturudvikling på indenlandsk grund. Begge har imidlertid regnet med individuel immigration, som ikke har givet ophav til egne samfund.
A. M. Tallgrens søster Anna-Maria Christina Tallgren (1886–1949) var litteraturforsker, kritiker og oversetter; Helsingin Sanomats litteraturkritiker 1910-25; essayist og kender af skandinavisk og fransk litteratur, gift med Erkki Kaila 1944.
Ella Kivikoski offentliggjorde i 1954 et mindeskrift på engelsk om Tallgren, som blev oversat til finsk i 1960.

## Forfatterskab
- Sägner och fornminnen från Kakskerta och Satava (1902) (I "Finskt Museum" 1902:4)
- Tre nya bronsåldersfynd från Finland (1906) (I "Suomen Museo – Finskt Museum" 13:42–48)
- Die kupfer- und bronzezeit in Nord- und Ostrussland I (1911)[1]
- Untamalan kalmisto (1914). (I "Suomalais-Ugrilaisen Seuran Toimituksia" 35(15):1–9)
- Collection Zaoussaïlov au Musée historique à Helsingfors I (1916)[1]
- Collection Tovostine des antiquités pré-historiques de Minoussinsk. Chapitres d'archéologie sibérienne (1917)[1]
- Collection Zaoussaïlov au Musée historique à Helsingfors II (1918)
- Varsinais-Suomen pitkin ja poikki (1918)
- Lépoque dite d'Ananino dans la Russie orientale (1919) (I "Finska fornminnesföreningens tidskrift")[1]
- L'âge du cuivre dans la Russie centrale (1920) (I "Finska fornminnesföreningens tidskrift")[1]
- Zur einwanderung der esten (1921) (I "Sitzungs-berichte der Gelehrten estnischen gesellschaft" 1921)[1]
- Zur archåologie Eestis (1923) (I "Acta universitatis Dorpatensis", 1923)[1]
- Suomen muinaisuus (1931) (I "Suomen historia I")
- Varsinais-Suomen esihistoria (1931) (I "Varsinais-Suomen historia I")
- Finland vid slutet av hednatiden: föredrag hållet i svenska fornminnesföreningen den 16 April 1931, trykt i: Fornvännen 1932(27), s. 95-113 Arkiveret 18. april 2017 hos  Wayback Machine
- Suomen skandinaavisesta pronssikaudesta (1937) (Foredrag for "Finlands Vetenskapsakademis" møte 25. januar 1937, publisert i ”Societas Scientiarum Fennica, Vuosikirja XV, B5”.)
- Ethnogenesis (1939) (I ”Historian aita IX”)